# Vnukovo Airlines
Vnukovo Airlines (russisk: Внуковские авиалинии eller Vnukovskie Aviallnii) var et russisk flyselskab med base på Vnukovo International Airport i Moskva. Det opererede fra 1993 til 2001.

## Historie
Selskabet blev etableret i slutningen af 1993 på den Vnukovo-baserede afdeling af det sovjetiske flyselskab Aeroflot. Vnukovo Airlines overtog blandt andet en stor flåde af langdistance flyene Iljusjin Il-86, og blev et af de største charterselskaber i Rusland. I 1990 havde selskabet omkring 100 tilladelser til indenlandske og internationale flyvninger.
Hovedaktionær i selskabet var "Russisk aviakonsortsium". I 1997 forsøgte Vnukovo uden held at få kontrol over det et andet russisk selskab, Siberian Airlines. Efter en økonomisk krise i slutningen af 1990'erne foreslog ledelse af Siberian at fusionere de 2 selskaber, men Vnukovos ledelse afslog tilbuddet. Vnukovo Airlines gik konkurs i 2001 og Siberian Airlines overtog resterne af selskabet.

## Ulykker og kapringer
Vnukovo Airlines var involveret i den største flyulykke i Norges historie, da Vnukovo Airlines Flight 2801 den 29. august 1996 styrtede ned under indflyvningen til Svalbard Lufthavn, Longyear og alle 141 om bord blev dræbt.